# Ема Хејз
Ема Хејз (рођена 18. октобра 1976)  је енглеска тренерица и  менаџерка ЖФК Челси из Лондона .
Пореклом из места Камден, Лондон, студирала је Liverpool Hope University, где је 1999. дипломирала   Раније је тренирала клубове Long Island Lady Riders (од 2001. до 2003)  и Iona College (од 2003. до 2006). Од 2006. до 2008. тренирала је први тим  и била  директорка академије у Arsenal Ladies Football Club.
Године 2016. одликована је Орденом реда Британског царства због заслуга у фудбалу.